# 米利亞納區

36°18′23″N 2°13′48″E / 36.30639°N 2.23000°E
米利亞納區（阿拉伯语：‎），是阿爾及利亞的行政區，位於該國北部，由艾因迪夫拉省負責管轄，首府設於米利亞納，面積157平方公里，2008年人口53,269，人口密度每平方公里339人。